# 稲垣龍太郎
稲垣 龍太郎（いながき りゅうたろう、1988年4月29日 - ）は、元仙台放送 (OX) のアナウンサー。血液型はAB型。

## 来歴
大阪府枚方市出身。大阪青凌高等学校、早稲田大学文学部卒業。大学1年生の時、日本テレビ局内のカフェで元同局アナウンサーの若林健治と出会い、彼のもとでアナウンスの技能習得に励む。また、在学中にはテレビ朝日アスクにも通っていた。
2011年4月に仙台放送に入社し、同局のアナウンサーになる。その後、2018年3月1日付で報道部へ異動。行政担当の記者を務めた後、2019年3月29日付で仙台放送を退社した。
2024年12月、記者会見を開き、仙台放送時代の元上司で衆議院議員である柳沢剛のパワーハラスメント行為を告発した。

## 担当番組
- 仙台放送スーパーニュース - スポーツ担当
- 仙台放送NEWS